# 朱厄特號驅逐艦 (DD-41)
朱厄特號驅逐艦（舷號DD-41）是一艘隸屬於美國海軍的驅逐艦，為保爾丁級驅逐艦的20號艦。她是美軍第一艘以朱厄特為名的軍艦，以紀念美國內戰時期的海軍少將詹姆士·朱厄特（James Edward Jouett）。
朱厄特號在1911年於巴斯鋼鐵廠開始建造，在1912年下水服役。接著朱厄特號留在大西洋及加勒比海執勤，並在坦皮科事件後協助美軍入侵韋拉克魯斯。美國參與第一次世界大戰後，朱厄特號到法國海域，掩護協約國商船。戰後朱厄特號在1919年退役，並在1924年轉交美國海岸防衛隊，負責截查酒精走私。1931年朱厄特號回歸海軍，在1934年除籍，按倫敦海軍條約出售拆解。